# Søndre Land
Søndre Land là một đô thị ở hạt Oppland, Na Uy. Nó là một phần của khu vực truyền thống của đất đai. Trung tâm hành chính của đô thị này là làng HOV.
Đô thị cũ của đất được chia thành Søndre Đất Land và Nordre Land vào năm 1847. Khu vực Fluberg đã được tách từ Søndre Land để trở thành một đô thị riêng biệt trên 01 tháng 1 năm 1914, nhưng nó đã được sáp nhập trở lại vào Søndre Land ngày 1 tháng 1 năm 1962.